# Славское (Калининградская область)
Сла́вское (до 1947 года — Кро́йцбург, нем. Kreuzburg) — посёлок в Багратионовском районе Калининградской области. Входит в Долгоруковское сельское поселение.

## География
Посёлок Славское расположен на левом (южном) берегу реки Майской, у её слияния с ручьем Великопальным, в 14 км к северу от районного центра, города Багратионовска, в 25 км к югу от областного центра, города Калининграда.

## История
В 1239 году отряды Тевтонского ордена после захвата прусской крепости Хонеда и основания на её месте замка Бальга начали продвижение в глубь территории Натангии. Они захватили две деревни Первиттен и Глобунен и оказались на дистанции дневного перехода (около 30 км) от Бальги. В этом месте находилась небольшая прусская крепость Витиге, которая была легко взята. Место, где располагалась крепость, было очень удобным. Оно представляло собой ровную площадку с трёх сторон окружённую ручьями. С четвёртой же стороны площадка острым углом вдавалась в глубокий овраг. Поэтому крестоносцы возвели здесь опорный пункт — рыцарский замок.
Существуют две даты этого события — 1240 и 1241 год. Замок получился неприступным — рвы, отделяющие территорию собственно замка от окружающего плато, достигали в глубину 20—25 м. Перепады местности усиливались возведенными валами в 10 метров высотой. На валах был оборудован деревянный палисад с надвратными башнями. Оставшуюся часть окружённого ручьями плато занял форбург. Замок получил имя Кройцбург. Есть версия, что имя дано «в память» о замке Кройцбург, которым орден ранее владел в Трансильвании до 1225 года. На территории Калининградской области этот замок второй по старшинству после Бальги.
Несмотря на неприступность, замок был взят пруссами в ходе восстания в 1243 году. Замок был сожжён, но в 1253 году тевтонцы построили новый. 1243 год стал третьей датой основания Кройцбурга.
Свою значимость Кройцбург доказал в 1260 году во время второго прусского восстания. После первого штурма нападавшие взяли восточный форбург, но дальше продвинуться не смогли. Пруссы перешли к планомерной осаде. Осада продолжалась три года. В 1263 году у защитников кончились продукты. Когда было съедено всё, что можно было употребить в пищу, рыцари и пруссы-христиане покинули замок под покровом ночи. Пруссы организовали погоню и перебили всех беглецов. Лишь двум орденским братьям удалось добраться до Бальги.
В 1273 году после подавления восстания замок Кройцбург был отстроен вновь. Руководил работами рыцарь Рудевих. Когда замок был практически готов, начался этап постройки прусских орденских замков в камне, и с 1309 его стали перестраивать опять.
Около замка появилось поселение. 31 января 1315 года поселение получило городские права. В этом же году в городе была построена церковь.

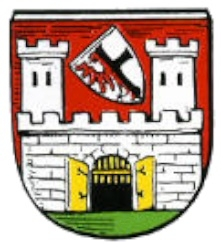
Герб города Кройцбурга

В течение 630 лет Кройцбург был городом. Короткое время Кройцбург был комтурской резиденцией, которая затем была перенесена в Бранденбург (Ушаково). Кройцбург стал центром каммерамта в составе комтурства Бранденбург. В 1402 году в городе открылась школа. На гербе города была изображена зубчатая городская стена из тесаного природного камня с открытыми воротами. За стеной слева и справа возвышаются две кубовидные замковые башни, каждая с двумя окнами, также снабженные зубцами. Между этими двумя башнями находился половинчатый щит, на котором слева изображена половина маркграфского орла Бранденбурга, а справа — половина креста Тевтонского ордена.
Следующие упоминания о Кройцбурге связаны с периодом Тринадцатилетней войны. Кройцбург был взят в самом начале войны (1454) отрядами Прусского союза. В 1455 году тевтонцы возвратили себе назад Кройцбург. После этого замок и город не раз был атакован силами сторонников Прусского союза городов. Город был неоднократно разграблен, несколько раз горел. Но сам замок все же устоял. Замок упоминается в условиях II Торнского мира (1466) в числе замков, оставшихся за орденом. Долги Тевтонского ордена по результатам II Торнского мира заставили гроссмейстера Людвига фон Эльрихсхаузена заложить город и замок за 2383 марки предводителям наемных отрядов Ансельму Теттау и Михаэлю Гройзингу. В 1497 году замок выкупил епископ Иоганес, а в 1505 году владельцем стал его преемник Хиоб фон Донебек.
Замок Кройцбург фигурирует в военных сводках в ходе так называемой Войны всадников — конфликта гроссмейстера Альбрехта Бранденбургского с польским королём Сигизмундом. В 1520 году замок подвергся польской осаде. После секуляризации ордена замок переходил из рук в руки, пока в 1565 герцог Альбрехт не подарил его Паулю Скалиху, авантюристу и герцогскому фавориту. Сам Скалих не раз называл себя в письмах «князем Кройцбургским», а замок на некоторое время стал его резиденцией. Забота Скалиха о замке была недостаточной, и он стал приходить в упадок.
После бегства «кройцбургского князя» из Пруссии в 1566 году замок начал интенсивно разрушаться. Есть сведения, что к этому приложили руку местные жители, не желающие видеть около своих домов строения, внушающие страх напоминаниями о прежнем владельце. После этого замком, городом и прилегающей землёй владело недолго несколько прусских вельмож. В 1585 Кройцбург (город и руины замка) был выкуплен государством, в чьей собственности и оставался далее.
В XVII и XVIII вв. Кройцбург окончательно стал провинциальным городком. В нём были сукновальня, кузница, лесопилка, две мельницы, ратуша и почта. В этот период из значимых событий можно отметить только квартирование в 1762 году русского полка под Кройцбургом. Полк обеспечивал защиту российских органов управления при передаче провинции под Прусскую юрисдикцию.
В 1826 году был образован Крайцбургский областной и городской суд из Кройцбургского городского суда и некоторых судов Кенигсбергского областного суда (до 1849 года), располагался в штаб-квартире в Славском(Кройцбурге). 
В 1837 г. в состав судебного округа входили город Кройцбург с 1671 чел. и 22 города с 2012 чел. В суде работали городской и областной судья и двое других сотрудников.
После Мартовской революции в 1849 году Крайцбургский областной и городской суд был распущен и были образованы единые окружные суды. В Кройцбурге была создана Судебная комиссия Кройцбурга окружного суда Бартенштейна.
Королевский прусский окружной суд Кройцбурга был учреждён с 1 октября 1879 года как один из 17 окружных судов в округе Земельного суда Бартенштейн в округе Высшего земельного суда Кёнигсберга . Судебный округ включал городской округ Кройцбург и административные округа Арнсберг (Победа), Йезау, Килгис (Красноармейское), Мориттен (Октябрьское), Пенкен, Розиттен (Богатово), Шромбенен (Московское), Зольникен (Медовое), Тарау (Владимирово) и Вакерн (Елановка) из округа Прейсиш-Эйлау.
В 1908 г. была проложена ж/д Тарау – Кройцбург / Tharau – Kreuzburg (Владимирово – Славское), в городе на ней построили вокзал узкоколейной железной дороги. К 1939 году Кройцбург представлял собой небольшой городок с численностью 2007 человек. В городе были евангелическая и новоапостольская церкви, административный суд и тюрьма, больница, электростанция, молочная ферма, кирпичный завод, почтамт, мельницы,  рынки крупного рогатого скота и лошадей, школа. 
Около 1930 года была построена новая школа на спортивном поле площадью 8 акров, приобретенном гимнастическим клубом Кройцбурга, недалеко от города, на шоссе, ведущем в Розиттен. Это было впечатляющее здание с достаточным количеством классных комнат, музыкальным классом, гимнастическим залом и гостиной. В подвале располагались туалет, а также душевая и ванна.  

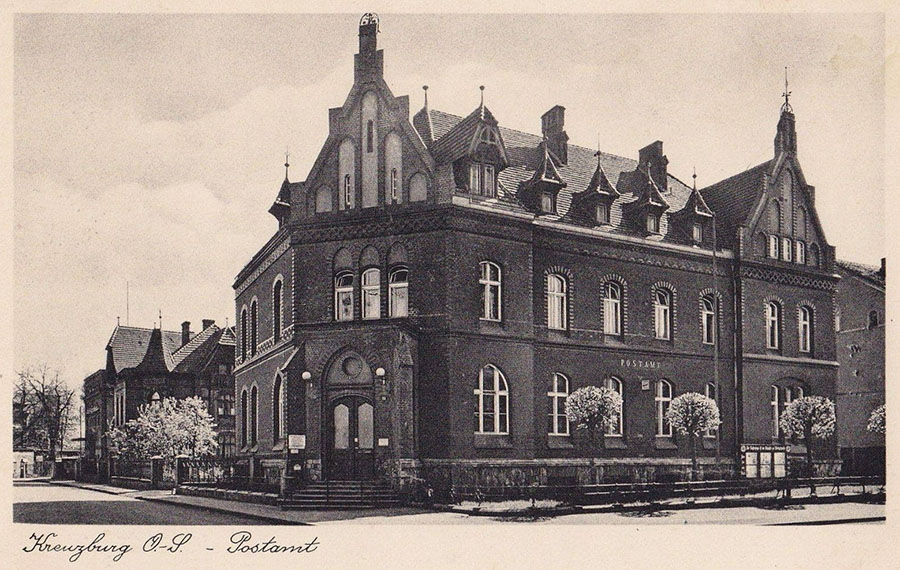
Почтамт
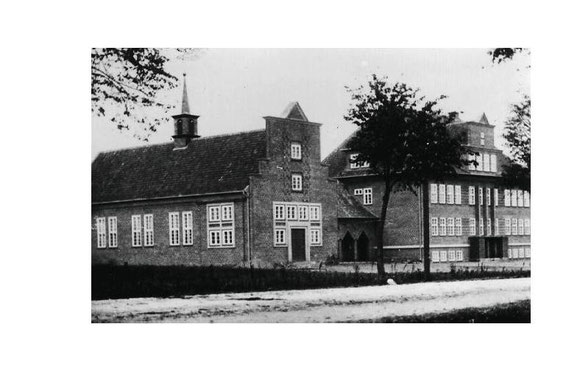
Школа

8 февраля 1945 года город был взят частями 5-й армии 3-го Белорусского фронта. Он сильно пострадал во время боёв, от замка осталась только руинированная часть крепостной стены. По решению Потсдамской конференции передан в состав СССР. До 1947 года назывался город Кройцбург. В соответствии с Указом Президиума Верховного Совета РСФСР от 17 ноября 1947 года Кройцбург был разделен на два населенных пункта: посёлок Славское (бывшая центральная часть города) и Енино, вошедшие в состав Багратионовского района. В 1965 году населенный пункт Енино был присоединен к населенному пункту Славское, при этом северная часть бывш. Кройцбурга у ж/д вокзала стала самостоятельным пос. Садовое. К 1984 была полностью разобрана ж/д к пос. Славское..

## Население
| 2002 | 2010 |
| ---- | ---- |
| 310  | ↘248 |

После войны немецкое население было вывезено в Германию, а в Славское стали прибывать поселенцы из СССР. К октябрю 1947 года количество жителей сократилось до 204 человек, среди них было 20 немцев. До настоящего времени численность населения не достигла довоенного уровня.

## Экономика
После Второй мировой войны сохранилась и работала мельница, в городе размещался совхоз № 1 Мясомолтреста.

## Этимология названия
Кройцбург переводится как «город креста».
Название Славское было дано в честь славы Советской Армии, а Енино — в честь подполковника Енина, похороненного в этом посёлке.

## Достопримечательности
Крепостную гору сейчас можно увидеть при подъезде к Славскому со стороны Енино. Развалины кирхи XIV века находятся возле обрывистого склона на юго-западе поселка Славское. Там же видны остатки городских стен.
- Братское захоронение советских воинов (1953 год) — 2370 солдат и офицеров[7]. Здесь похоронен советский поэт Борис Алексеевич Костров.
- Памятник немецким солдатам, погибшим в годы Первой мировой войны (снесён в 1972 году)[8].
- Комплекс исторических зданий под снос (ноябрь 2024), Адрес: ул. Тхоржевского, 12(бывшая Форштадт 208/209).

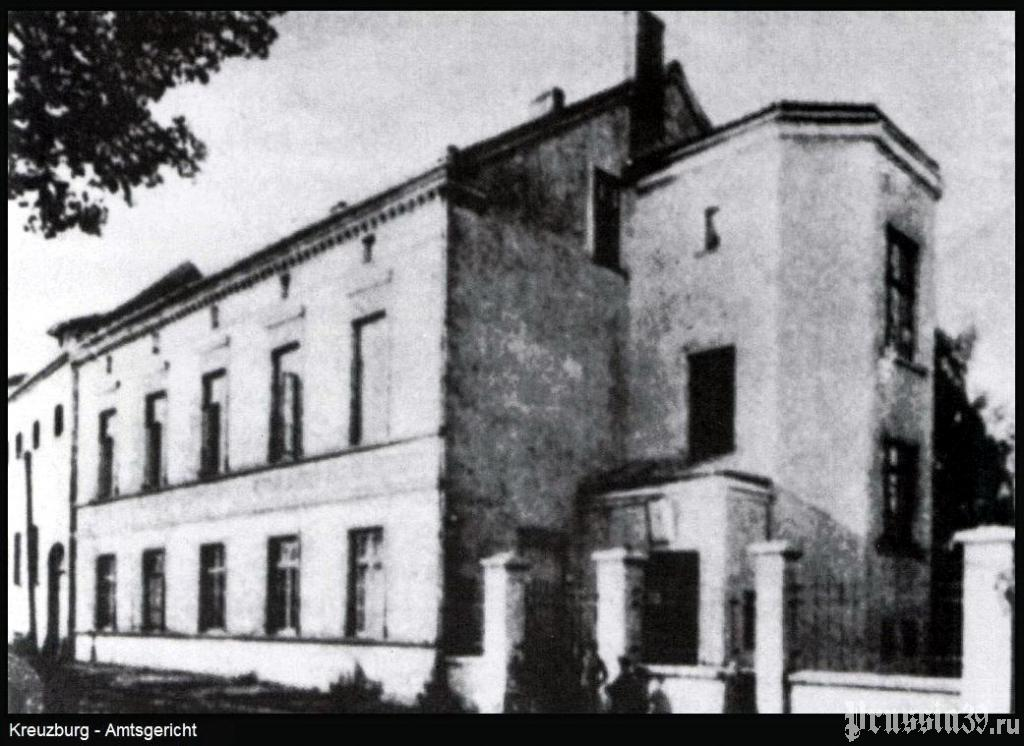
Здание суда и тюрьмы. Кройцбург, довоенное фото
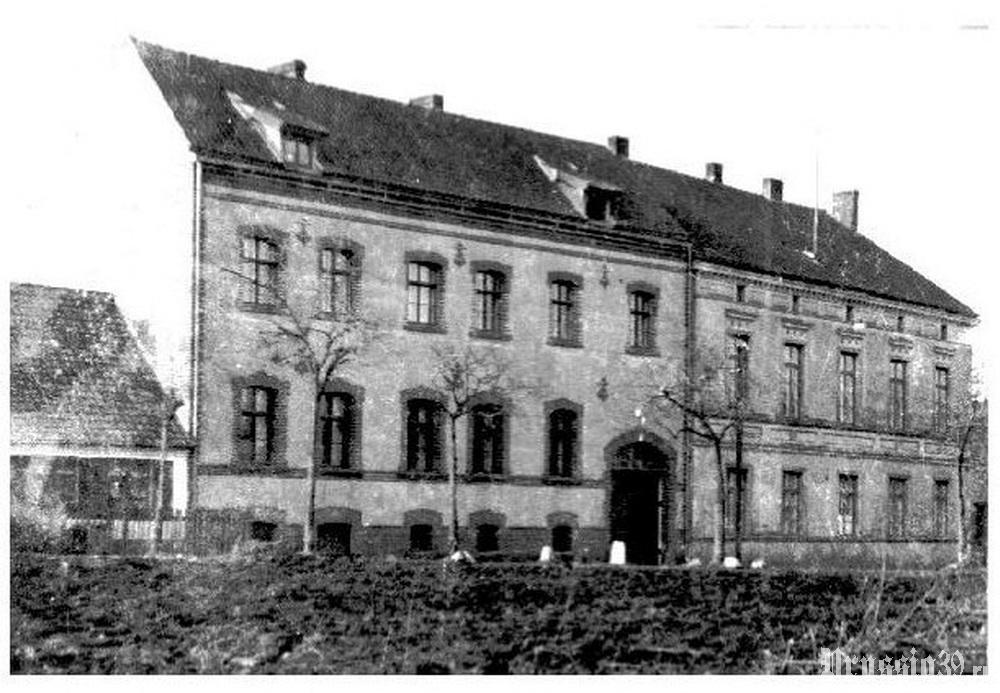
довоенное фото
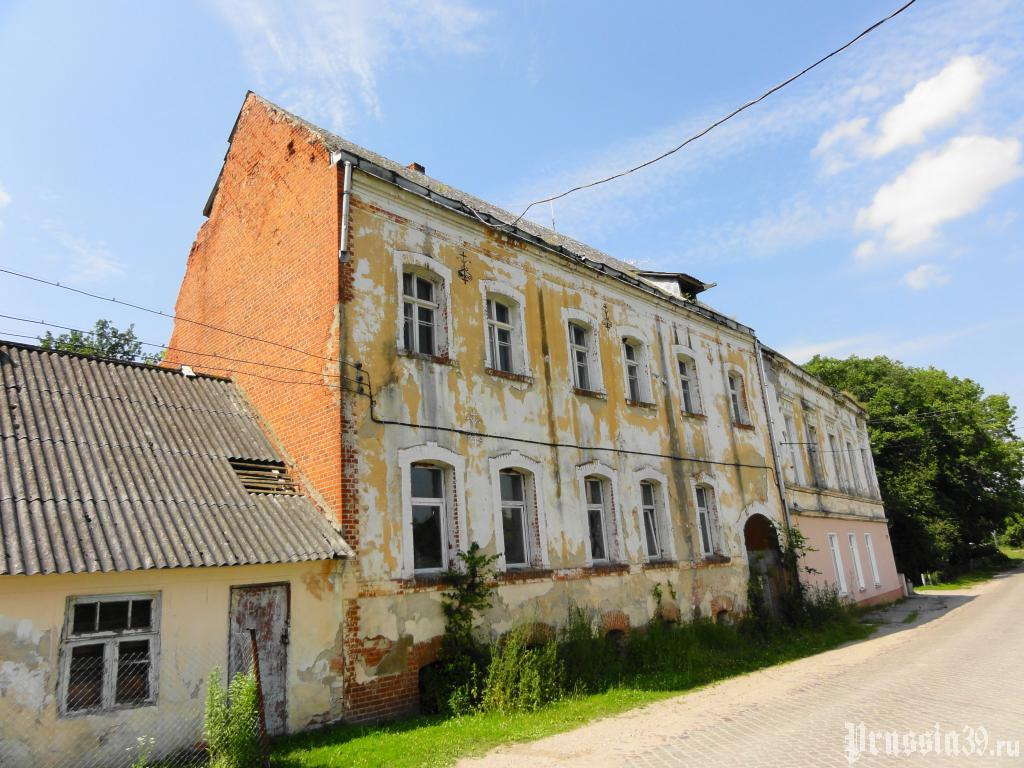
Вид на здание с юго-востока. Июль 2014
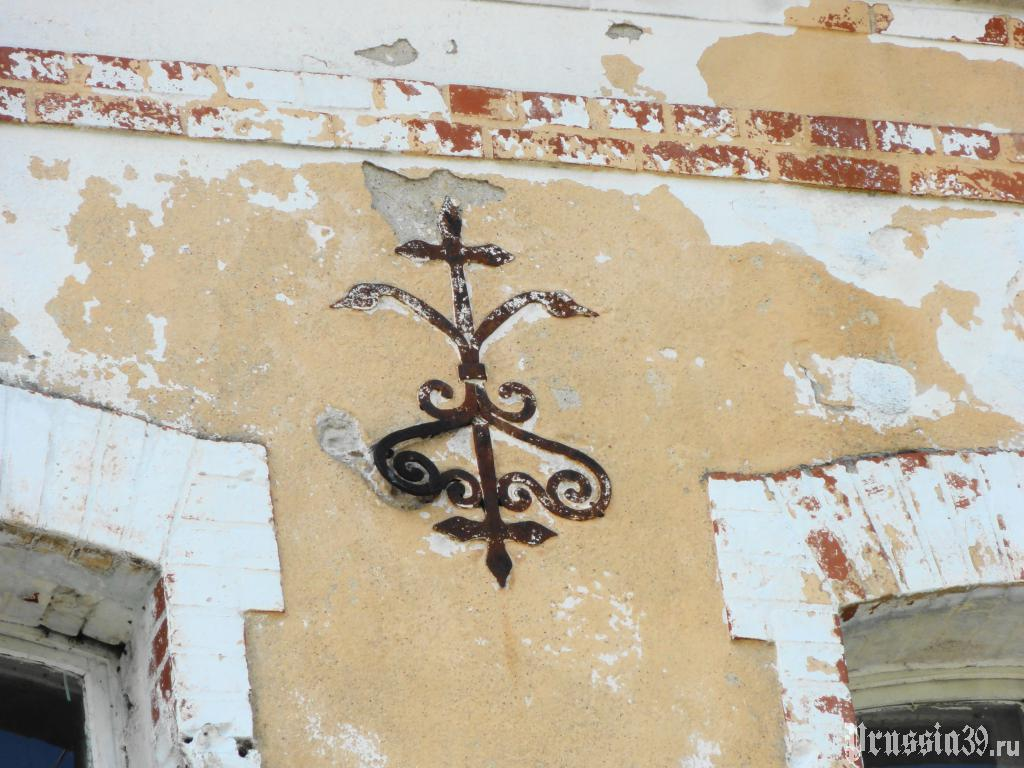
Элемент декора на фасаде здания. Июль 2014
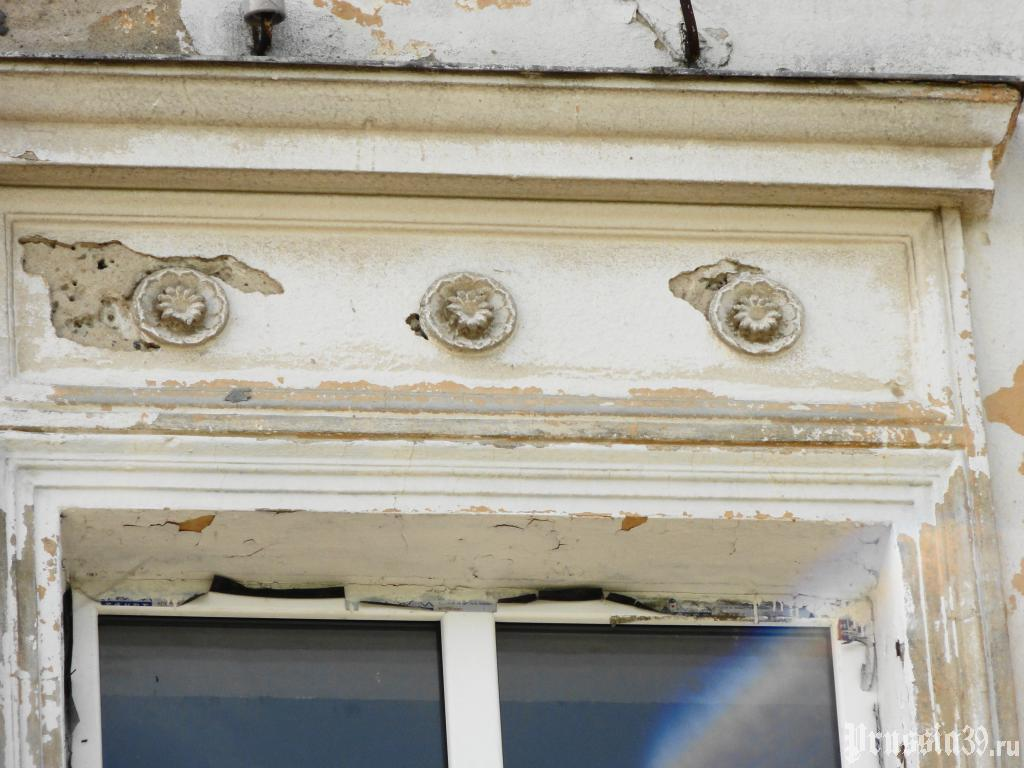
Элементы декора на фасаде здания
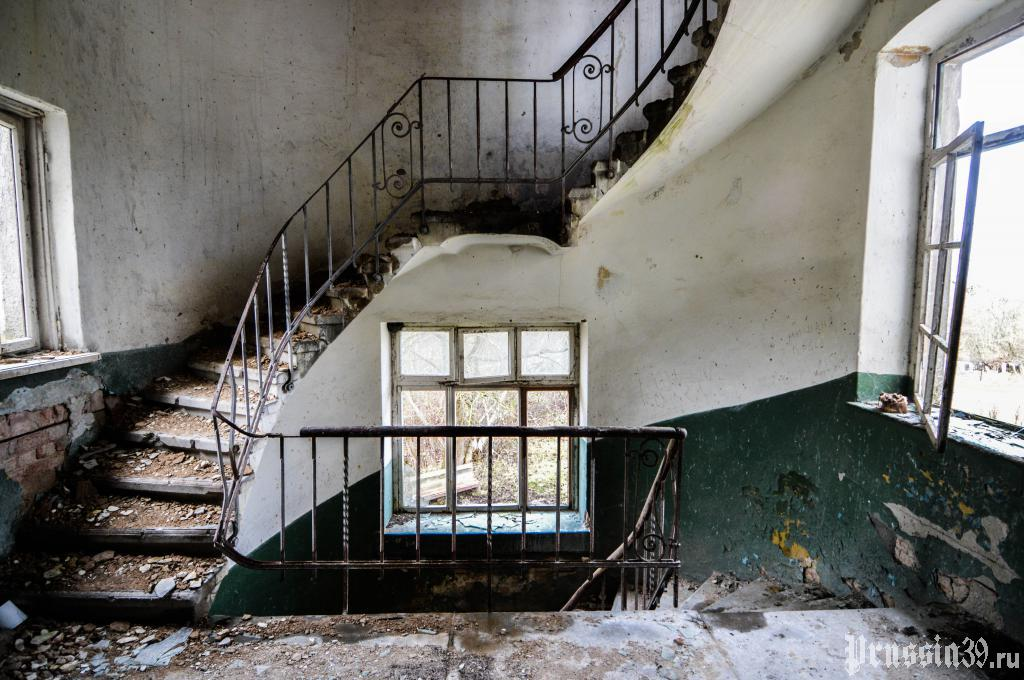
Здание суда Кройцбурга. Славское, март 2020
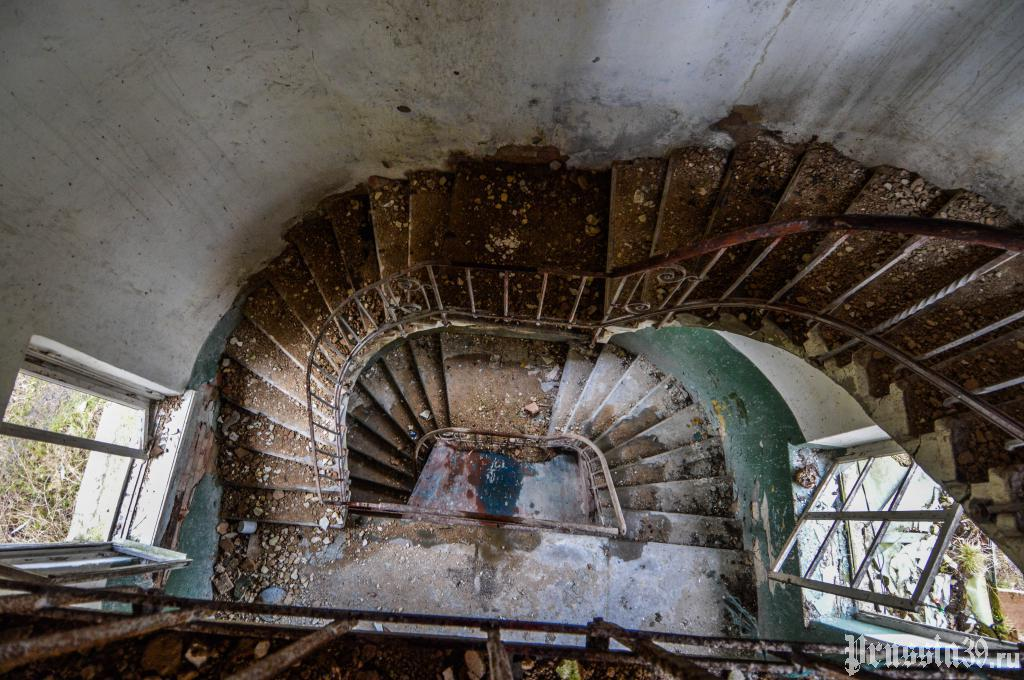
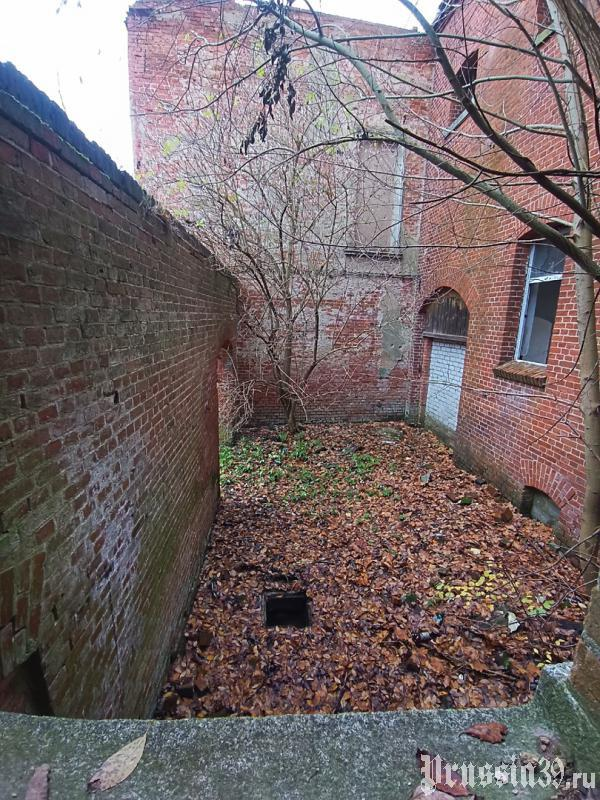
Внутренний дворик здания суда Кройцбурга. Славское, ноябрь 2023
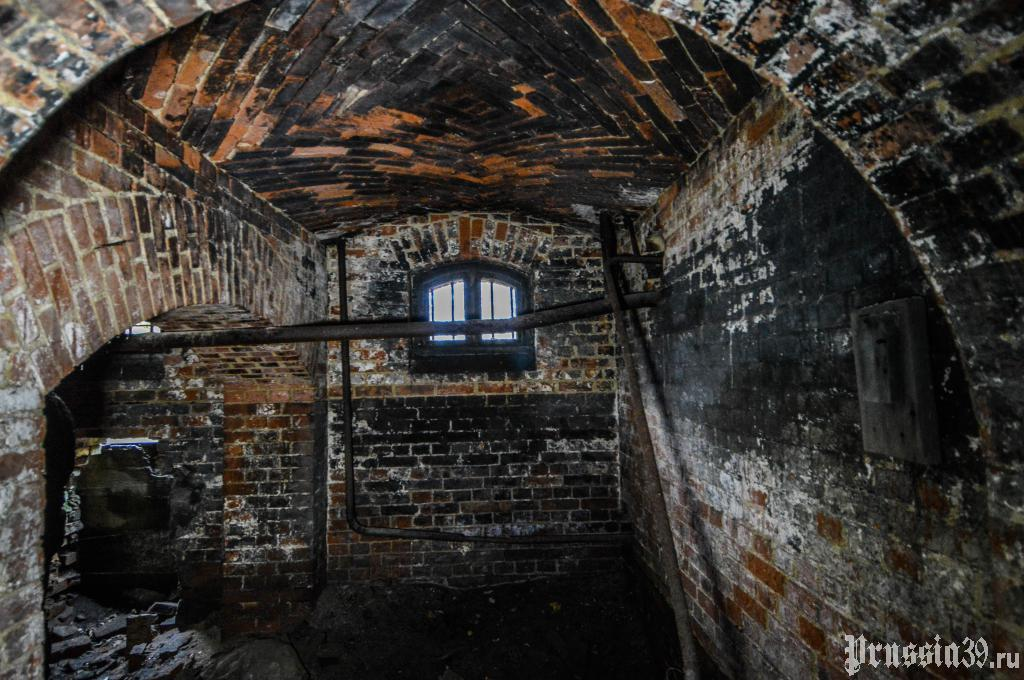
подвал, март 2020
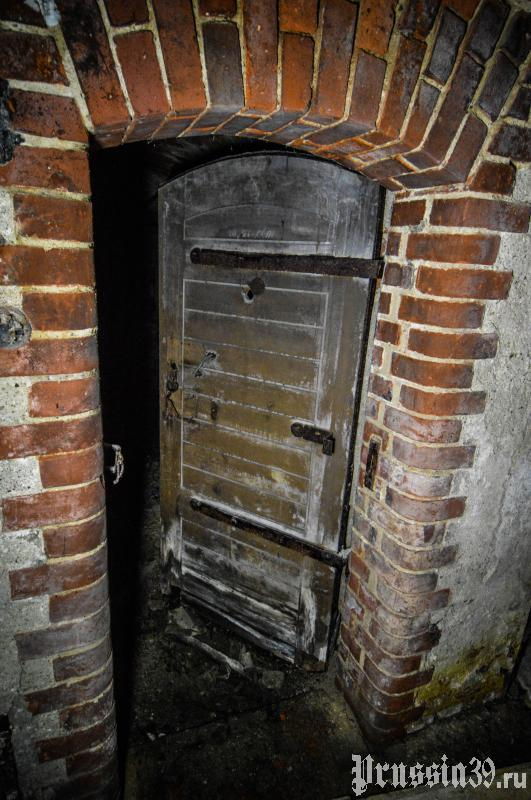
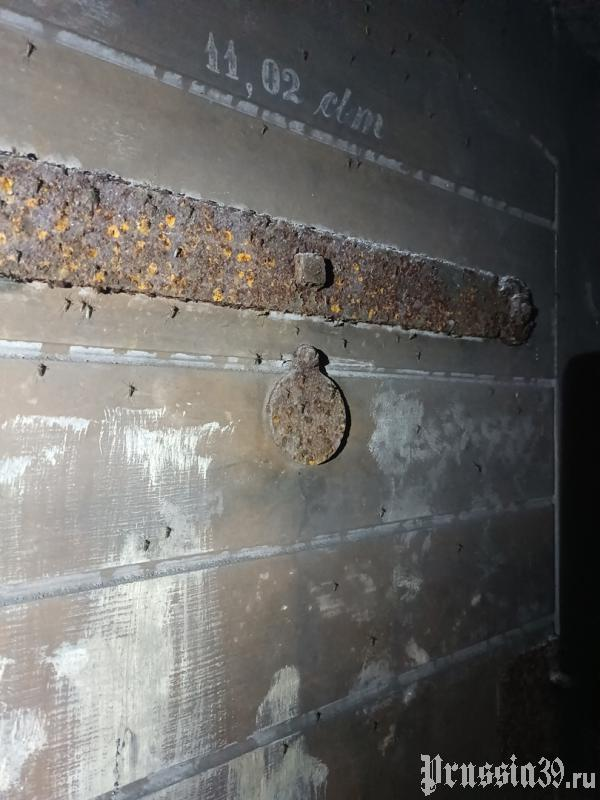
Дверной глазок на двери в подвале, ноябрь 2023

Здание суда построено в Кройцбурге в конце XIX века.
Здание состоит из двух частей, соединенных переходом. Фасады выполнены из полнотелого красного керамического кирпича, оштукатурены. Восточный фасад северной части здания декорирован междуэтажными и венчающими карнизами, прямыми сандриками над оконными проёмами в уровне второго этажа. Оконные проёмы северной части прямоугольные, южной - с лучковыми перемычками.
В довоенный период одину часть занимали земельное правление и помещения суда, в другой размещалась тюрьма(следственный изолятор).
Королевский прусский окружной суд Кройцбурга был учрежден с 1 октября 1879 года как один из 17 окружных судов в округе Земельного суда Бартенштейн в округе Высшего земельного суда Кёнигсберга . Судебный округ включал городской округ Кройцбург и административные округа Арнсберг(Победа), Йезау , Килгис(Красноармейское), Мориттен(Октябрьское), Пенкен, Розиттен(Богатово), Шромбенен(Московское), Зольникен(Медовое), Тарау(Владимирово) и Вакерн(Елановка) из округа Прейсиш-Эйлау . 
В 1945 году Кройцбург находился в «Хайльсбергском котле» и был почти полностью разрушен. Однако старое здание в южном пригороде, в котором размещались окружной суд и тюрьма, сохранилось и было целым вплоть до 2024 года. 
В том же 1945 году районный суд был передан под советское управление, а немецкое население было выселено. Это также ознаменовало конец истории окружного суда Кройцбурга.
В первые послевоенные годы тюремные помещения использовались по прямому назначению. Позднее, до 1990-х в здании суда располагалось правление колхоза "Октябрь". До этого времени состояние здания было хорошим.
На 2013 год в здании суда Кройцбурга размещались Дом культуры, библиотека, магазин и парикмахерская. Со второй половины 2010-х годов здание бывшего суда пустует и разрушается.

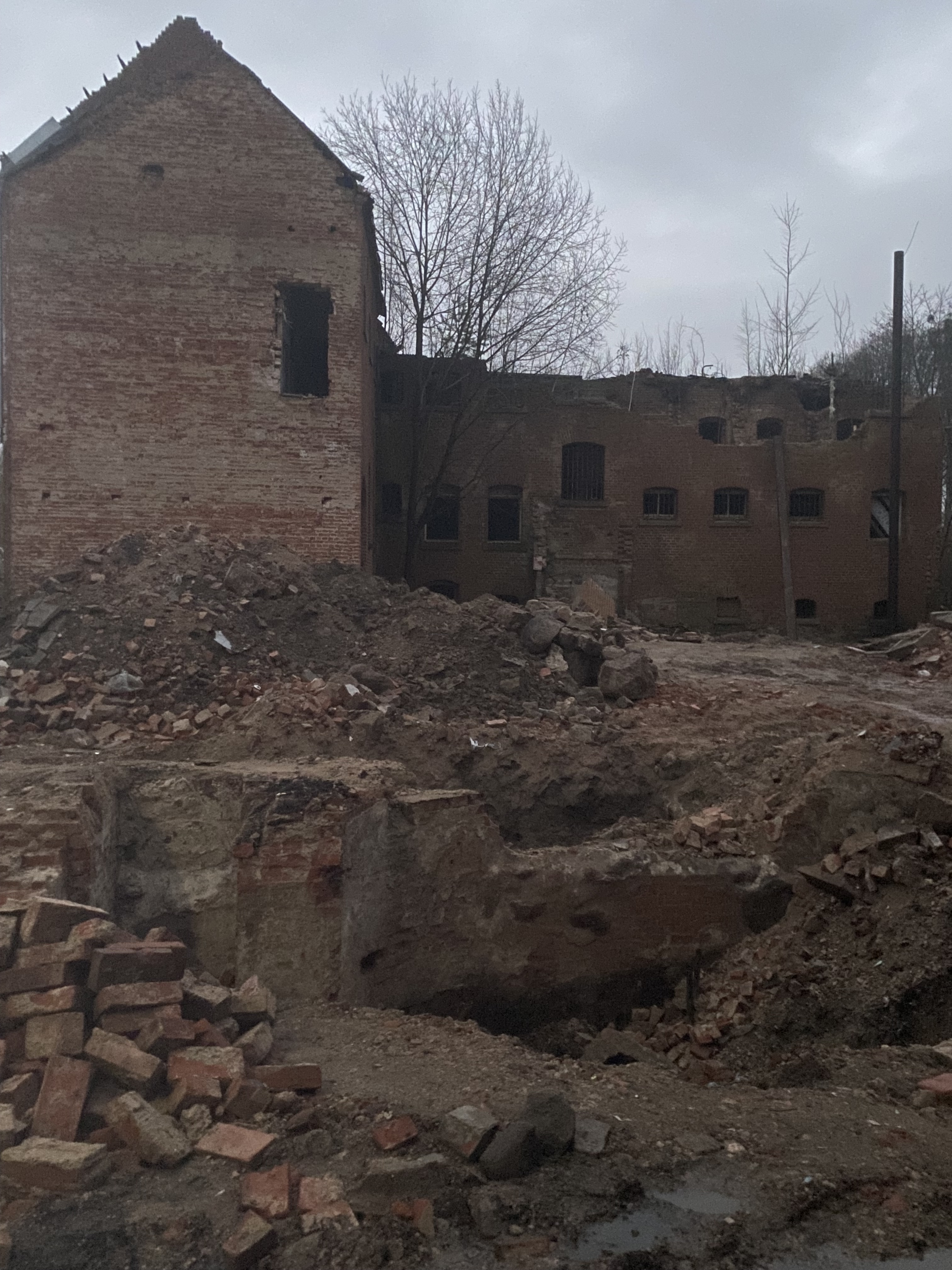
Здание тюрьмы Кройцбурга, 2024 год
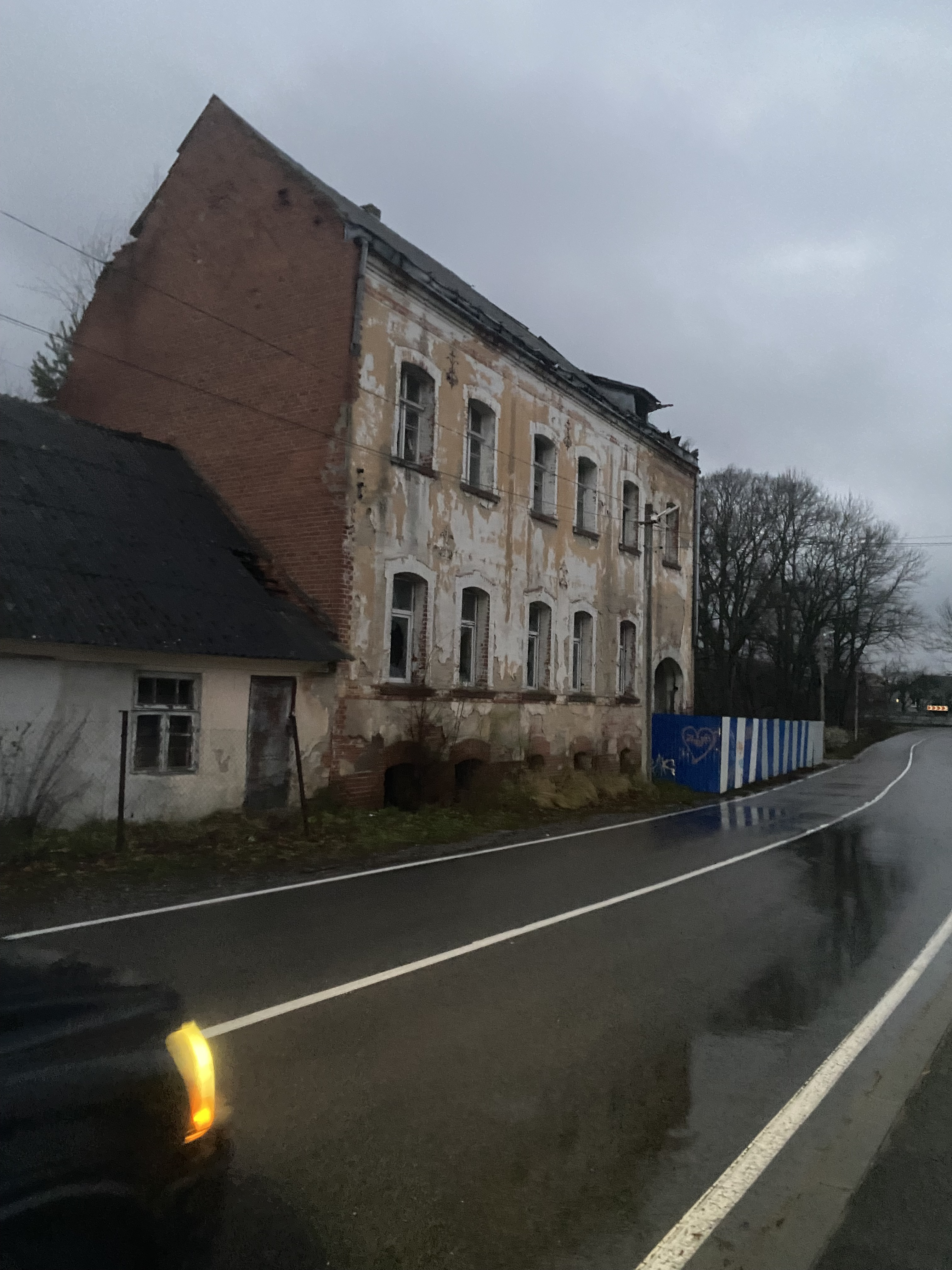
помещение в здании тюрьмы Кройцбурга, 2025 год
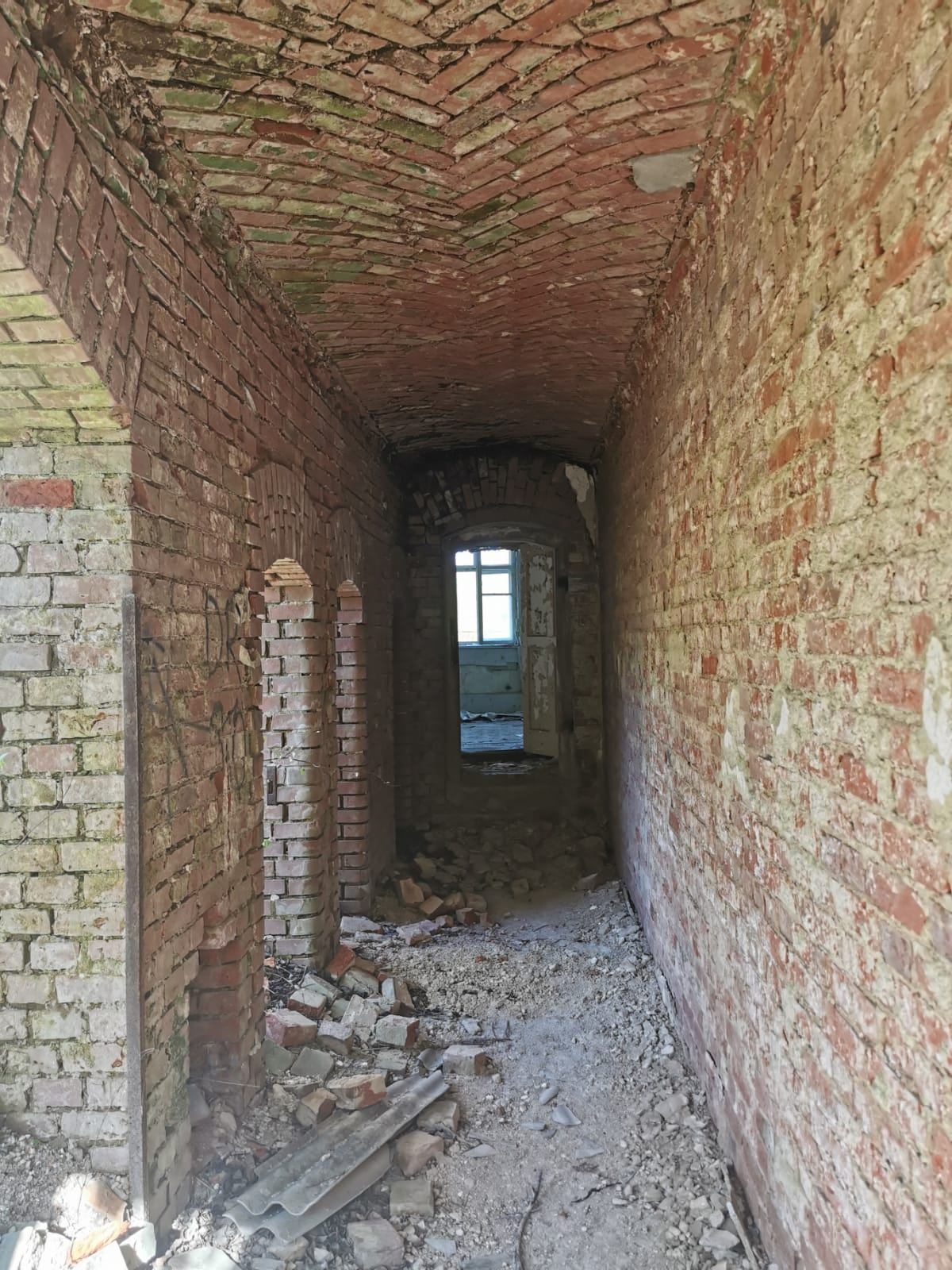
Коридор здания тюрьмы
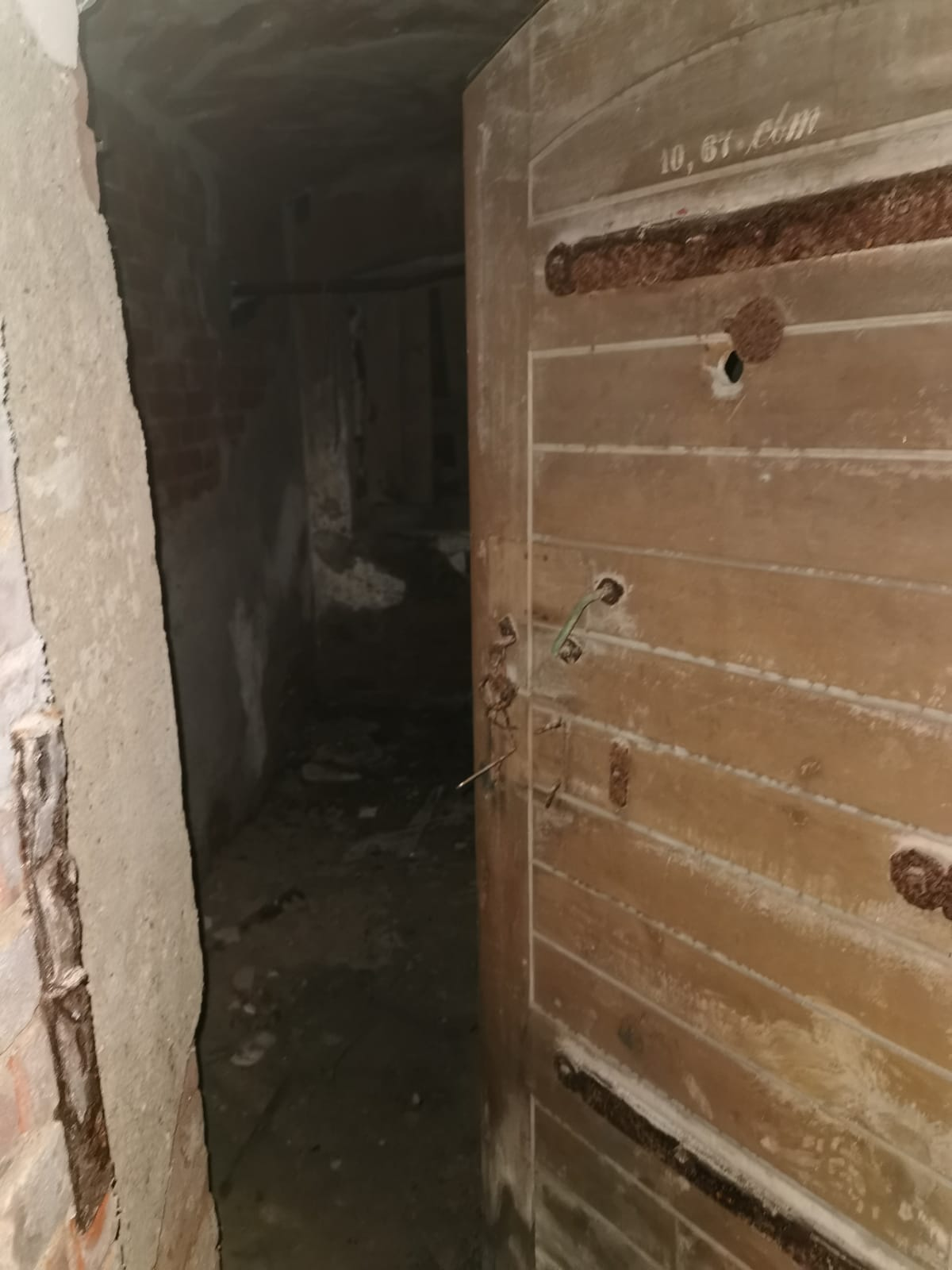
Двери в здании тюрьмы Кройцбурга

## Известные уроженцы и жители
- Герман фон Бойен (1771—1848), прусский фельдмаршал, военный министр Пруссии.
- Михаэль Конгель (1646—1710), поэт, писатель.
- Вильгельм Райхерман (1845—1920), восточнопрусский поэт.
- Вильгельм Зам[нем.] (1873—1944), краевед.

Из прусского Кройцбурга происходят предки английского писателя Джона Толкина по мужской линии, в статье Семья Толкина об этом рассказывается так: «The Tolkien family originated in the East Prussian town Kreuzburg near Königsberg, where the Tolkien name is attested since the 16th century. The verified paternal line of J. R. R. Tolkien starts with Michel Tolkien, born around 1620 in Kreuzburg. Michel’s son Christianus Tolkien (1663—1746) was a wealthy miller in Kreuzburg. His son Christian Tolkien (1706—1791) moved from Kreuzburg to nearby Danzig, and his two sons Daniel Gottlieb Tolkien (1747—1813) and Johann (later known as John) Benjamin Tolkien (1752—1819) emigrated to London in the 1770s, and became the ancestors of the English family.» К сожалению, в статье не сказано, успели ли предки сказочника присягнуть императрице Елизавете Петровне — или перебрались в Данциг раньше.

## Интересные факты
Старые легенды города Кройцбурга могут рассказать туристам и неравнодушным о невероятных историях, которые складывают собою картину былого:
- Белая дева замка Кройцбург [9]
- Рыцари и монахини Кройцбурга